# Sfăraș
Sfăraș (węg. Farnas) – wieś w Rumunii, w okręgu Sălaj, w gminie Almașu. W 2011 roku liczyła 118 mieszkańców.